# Nomada augustiana
Nomada augustiana är en biart som beskrevs av Mitchell 1962. Nomada augustiana ingår i släktet gökbin, och familjen långtungebin. Inga underarter finns listade i Catalogue of Life.

## Beskrivning
Hos honan är övre delen av ansiktet övervägande rödbrunt med mindre, svarta partier. Överläpp (labrum), käkarnas bakre delar och kinderna är klargula, områdena kring munskölden (clupeus) och de yttre delarna av käkarna mera orange. Mellankroppen är till större delen mörkröd, men mittpartiet är klargult, övergående till orange längre bakåt. Bakkroppen har svart grundfärg; tergiterna 1 till 3 har gula tvärband som smalnar av på mitten. Hanen påminner om honan, men mellankroppen saknar något orange parti och är, bortsett från den gula mittdelen helt mörkrött. Kroppslängden hos honan är omkring 8,5 mm.

## Ekologi
Som alla gökbin bygger arten inga egna bon, utan larven lever som boparasit hos andra solitära bin, där den äter av det insamlade matförrådet, efter det att värdägget ätits upp eller värdlarven dödats. Arten flyger främst till blommande växter från videsläktet.

## Utbredning
Arten förekommer sällsynt i södra USA i Georgia och North Carolina.